# Sarló

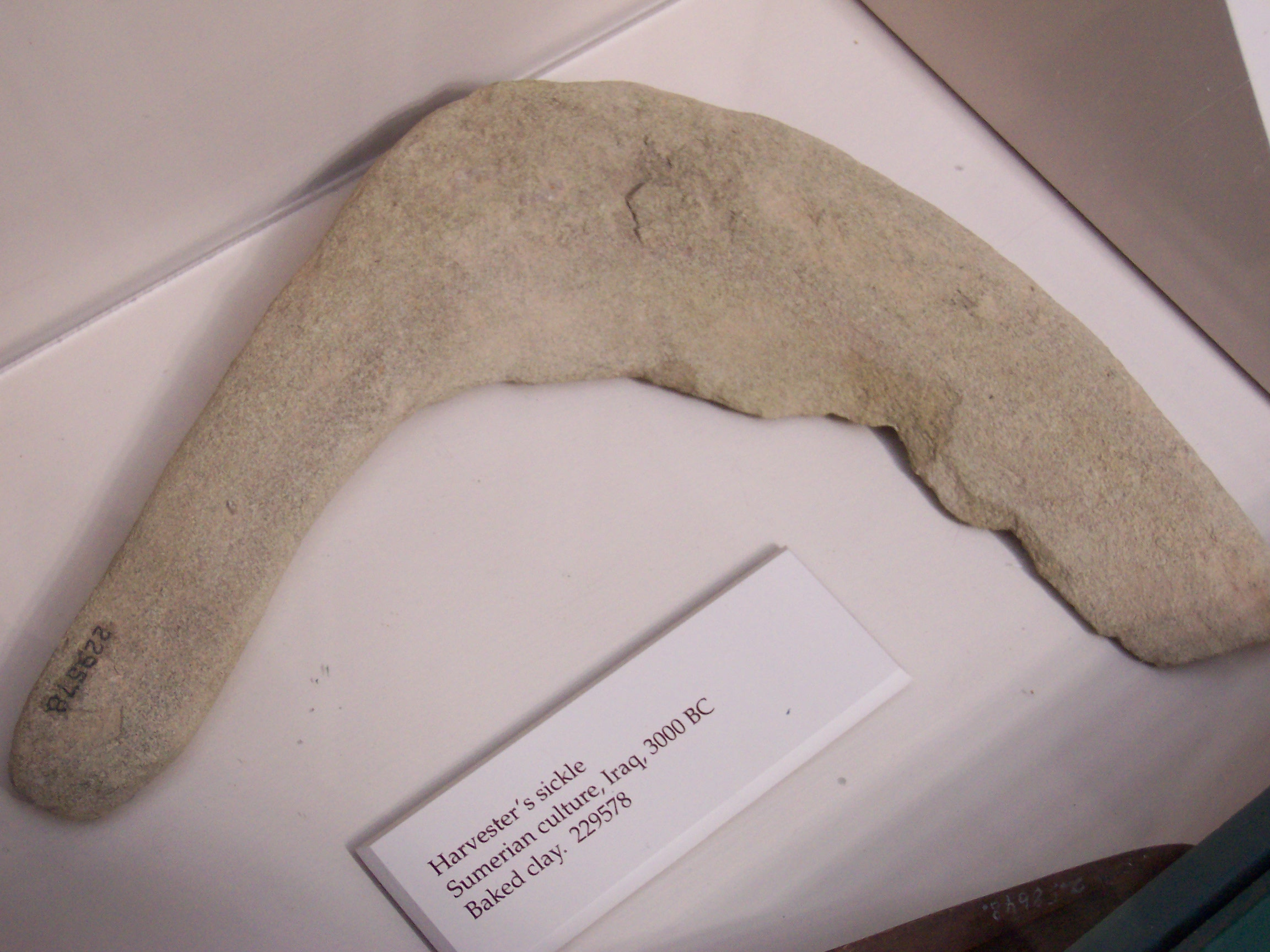
Ősi sumer sarló

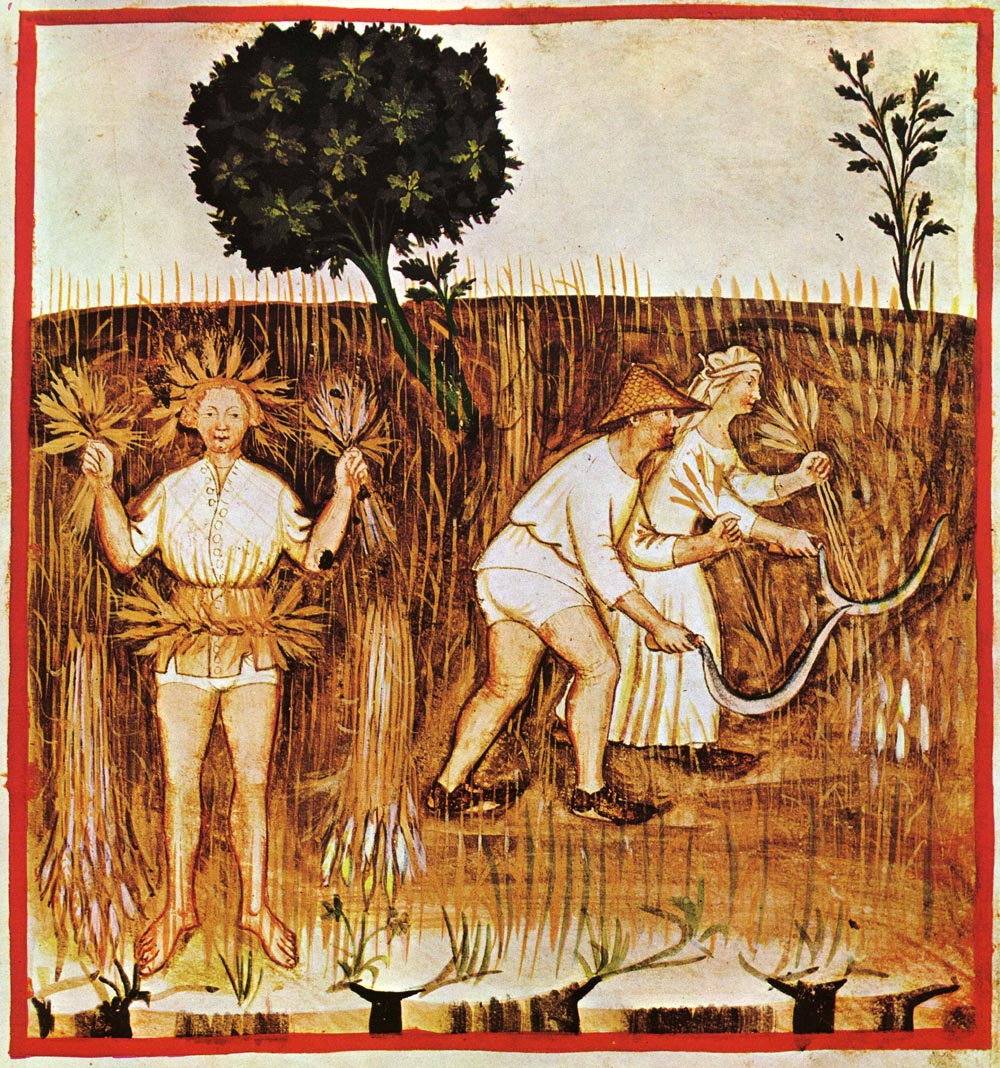
Sarlóval arató parasztok a 14. században

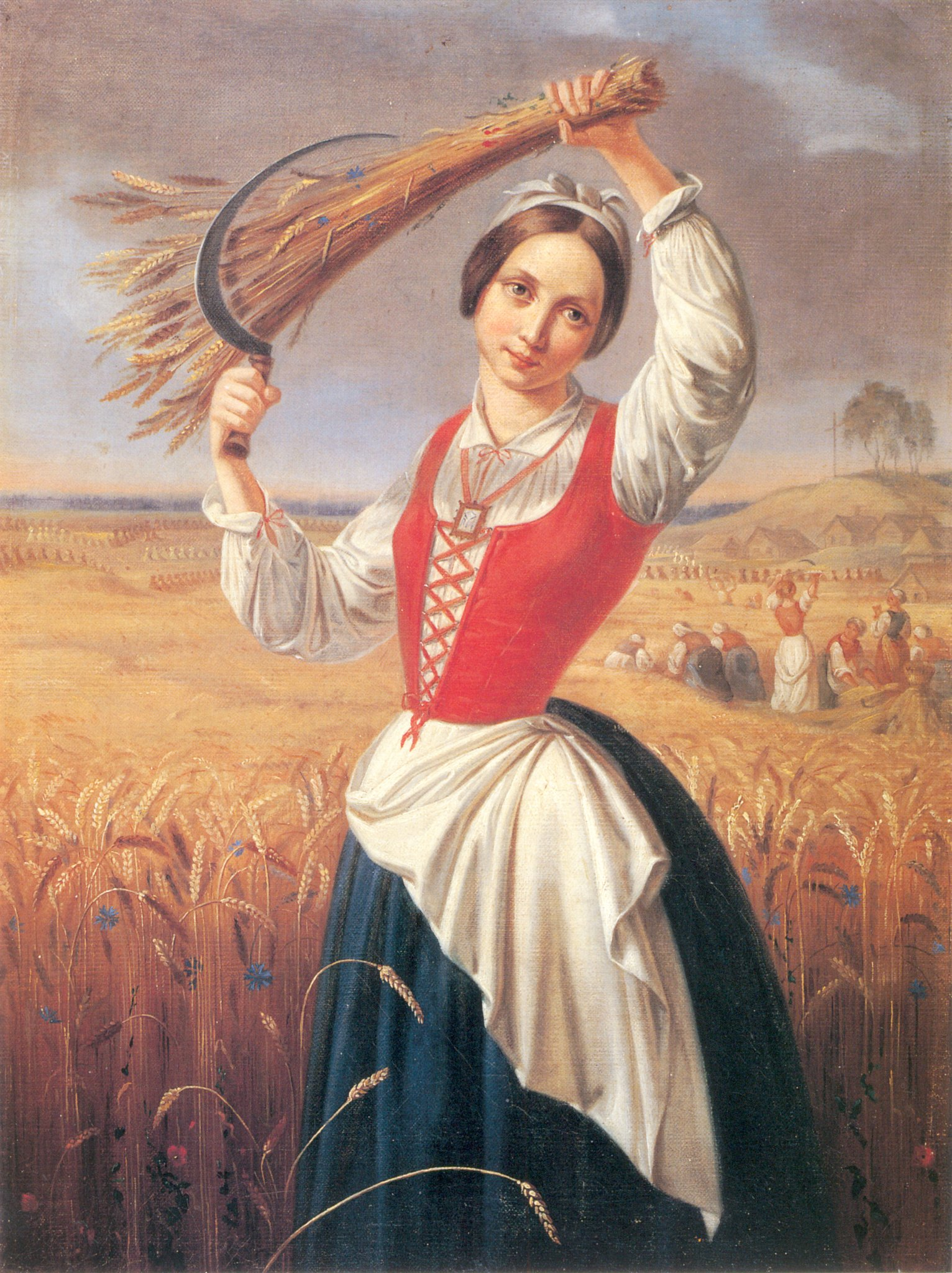
Arató nő sarlóval

A mai sarló mezőgazdasági kéziszerszám, amely egy íves fémpengéből és a hozzá kapcsolódó egyenes fanyélből áll. Az ősember egyik legelső szerszáma volt, és formája mindmáig alig változott. Több természethitben az élet és a halál jelképe; a termékenységi kultuszokban az isten sarlóval választotta el egymástól az eget és a földet. Alakja a fogyó hold alakját utánozza, szimbolikus jelentése az idő hatalma az ember felett. Rituális szerepe is nagyon fontos, így például a kelta druidák arany sarlóval vágták le a halhatatlanság növényét, a fagyöngyöt, aminek nedvét a megtermékenyítő férfimaggal azonosították. A magyar állami jelképekben, a címerekben is szerepelt. A mezőgazdaságban a szántóföldi növénytermesztés egyik hagyományos, a kasza, illetve a gépi aratás elterjedéséig a gabona betakarítására általánosan használt eszközeként tartják számon.

## Története
A sarló egyidős a termelő gazdálkodás kialakulásával, bár kezdetben több funkciója volt. Első ismert formája a horgas sarló, aminek görbe pengéje egyenes nyakkal kapcsolódott a nyélhez. Ezzel még egyaránt vágtak füvet, gazt, nádat, ágakat. A fogazott és sima élű változat a szerepek differenciálódásával gyorsan különvált.
- A kőkorban az egy darabból hasított, lapos kősarlók mellett szétrepesztett ágak vagy szarvak hézagaiba rögzített apró kovakőszilánkokkal fűrészfogas sarlókat is készítettek.
- A bronzkor sarlói is inkább simák voltak, de a fogazottak sem tűntek el.
- A vaskorban a fogazott sarló vált dominánssá, és a sima részben az aratástól eltérő funkcióba húzódott vissza egészen addig, amíg a vasgyártás tökéletesedésével az egészen finom pengék ára is le nem csökkent.
- A 17–18. században Ausztriában elkezdték a sarlók tömeggyártását – ide értve a sima élű, vékony pengéjű sarlókat is. Ezek a sima élű sarlók a 18. századtól, a nyugati országhatártól kelet felé terjedtek el hazánkban. Ezek a könnyű és jó élű sarlók az aratásban is versenyre keltek a fogazottakkal, és emiatt az ország nyugati felében már a kasza elterjedése előtt átvették a fogazottak szerepét.

A specializálódás döntő lépése az volt, amikor a kelta korban, a vaskor elején a sarló nyelét a penge ívének folytatása helyett derékszögben visszatörték: ez tehette lehetővé az addigi vágás helyett a fogas sarló fűrészelő hátrahúzását. Ezt az tette szükségessé, hogy a szemtermesztés minden korábbinál fejlettebb szintet ért el. Ekkor alakult ki az új, úgynevezett ívsarló, aminek legkorábbi példányai a Kárpát-medencében és az Alpokban, a kelta leletekből kerültek elő. Ezt a típust terjesztették el szerte a birodalomban a rómaiak.
A magyarok már jóval a Kárpát-medencébe érkezésük előtt ismerték a sarlót, méghozzá nemcsak a horgast, hanem a fejlettebb ívsarlót is. Valószínű, hogy az ívsarlót nevezték először sarlónak – nyelvünkben ez a szó török eredetű. A korábbi sarlóformák sem tűntek el, hanem a durvább növényzet (gaz, bozót, nád) vágóeszközeivé váltak (és közben tovább specializálódtak. Az ívsarló átvétele után alakult ki a horgas sarlóból a rövid kasza is, amit a mai hosszú kaszák elődjeként a fű vágására használtak.
A feudális gazdálkodás alapvető arató eszközei szerte Európában az ívsarló fogazott változatai voltak. A fogazott sarló a kis jobbágygazdaságok tipikus arató szerszáma, amivel szinte minden szem gabonát meg tudtak menteni. Éppen ezért addig maradt domináns, amíg a hozamok növekedésével gazdaságosabbá nem váltak a termelékenyebb:
- Nyugat-Európában a 14. században kezdte felváltani a sarlót a horgas sarlóból alakult speciális rövid nyelű aratókasza, a Sichte;
- a 15. századtól használják hazánk központi gabonatermelő körzeteiben a sarló helyett az addig fű vágására használt kaszát. Bár kaszával jóval termelékenyebb lett az aratás, a sarló (a kisebb szemveszteség miatt) főleg az elmaradott, periférikus területeken szívósan tartotta magát. Szórványosan egészen addig fennmaradt, amíg a gépi aratás mindkét aratószerszámot feleslegessé nem tette.

Mivel használata az aratáshoz kapcsolódik, egyházi ünnep nevébe is belefoglalták a nevet. A Sarlós Boldogasszony mai keresztény ünnepe pogány eredetű, eredetileg a betakarítás, a nyári munkálatok napja volt.
Az Északi Korona csillagképet népiesen Sarlónak, Sarlós csillagnak, Sarló csillagnak is hívják.

## Fajtái
Két alapvető típusa:
- a fogazott és
- sima élű sarló.

### Fogazott sarló
A fogazott sarlót helyi kovácsműhelyekben vagy hámorokban készítették, így a hagyományos helyi formáját viszonylag szívósan őrizte. Tájilag elkülöníthető típusai:
- a kelet-magyarországi sarló íve felfelé és lefelé erősen, csaknem egyformán nyitott;
- a kelet-magyarországi egyféle variánsa az északkelet-magyarországi sarló, aminek felső pengevége görbültebb;
- a dél-alföldi sarló pengéje alul, a nyaknál is görbült, ezért álla kiugrik.
- a dél-alföldihez közel áll az ormánsági sarló, aminek felső szára nyitottabb, vége laposra metszett.
- tájilag nem különíthető el az alul erősen, csaknem bugyrosan görbült sarló, ami gyári készítmény, és a múlt század végétől hazánknak csaknem minden részén felbukkant.

A fenti típusok egy szélesebb, európai típussor részei, és ennek megfelelően folyamatosan mennek át a Moldvában, Ukrajnában, Lengyelországban st. elterjedt típusokba. Az egyes alakok igen régen alakultak ki, így például a dél-baranyai (ormánsági) típus a kelta, illetve római kori sarlók csaknem tökéletes mása.

### Sima élű sarló
A sima élű sarló (kaszasarló) többnyire gyári produktum volt, a fogazottnál jóval kevesebb helyi jellegzetességgel. Íve egyöntetűen kerek; különbségek inkább csak méretében voltak.

## Használata, karbantartása
Az aratás három legegyszerűbb formája:
- a lábon álló kalászból a mag tenyérrel kimorzsolása,
- a kalászok kézzel történő letépése és
- a nyűvés, azaz a gabonanövény termőföldből való gyökerestől-szárastól történő kihúzása volt.

A vágóeszközös aratás első nyomai a Közel-Keletről, az i. e. 6500 körüli időkből kerültek elő. Az emberiség első és nagyon hosszú ideig egyetlen aratóeszköze a sarló volt. A sarlós aratás egyszerű formája nem igényelt különösebb munkaszervezést: amit az arató learatott, azt kévébe is kötötte. Nagy aratósarlókat csak a Dunántúlon használtak. Hazánkban csak itt arattak a sima élű sarlóval: az ország keleti felében azt legfeljebb fű, gaz vagy vessző vágására, aratáskor pedig marokszedőnek használták.
- A fogazott élű sarlót aratáskor jobb kézben tartották, vele a gabonából annyit, amennyit elérhettek, a bal felé hajtottak. Bal kézzel nyakban a kalász alatt szorosan összefogták a gabona szárát, és (jól előrehajolva, hogy minél több gabonát átfoghassanak) a sarlót jobbal, hátrafelé mozgatva elmetszették a feszesen tartott szálakat, mintha csak fűrészeltek volna. Éppen ezért a sarló fogai hátra, visszafele néztek. Az aratás tehát simán, rázkódtatás és lényeges szemveszteség nélkül folyt.
- A sima élű sarlóval is lehetett húzva, rántva vágni; például a vesszőket is így metszették el vele. Aratáskor nem így használták, hanem bal kezükkel csak oldalra, balra hajtották a gabona szárát (hogy jobban hozzáférhessenek), és azt a jobb kézben tartott sarlóval jobbról balra suhintva vágták el. A gabonát bal kézzel, majd a jobb kézben tartott sarlóval segítve rakták marokba. A kaszasarlóval tehát lendületesebb volt az aratás: több szemet kivertek ugyan, de ezt ellensúlyozta a gyors munka; ez a sarlótípus tehát afféle átmenet volt a kaszás aratás felé. A sima élű sarlót úgy is élesítették, mint a kaszát: kalapálták, majd kaszakővel fenték. Ha a fogazott sarló nagyon elkopott, a kováccsal fogaztatták, éleztették, egyébként „önmagát élezte”, azaz a használat közben csiszolódott. Fogaztatni egy szezonban egyszer, esetleg kétszer kellett, a kaszasarlót viszont csaknem naponta kalapálták és naponta többször is fenték.

## A sarló, mint szimbólum
|  |  |  |  |

## Az ifjúsági mozgalom
A Sarló csehszlovákiai magyar ifjúsági mozgalom a cserkészmozgalomból fejlődött ki. Első szervezete az 1925-ben alapított Szent György Kör volt, a Sarló mozgalmat 1928. augusztus 1-jén hozták létre, a falujáró, úgynevezett regöscserkészet kérdéseinek megvitatására összehívott, gombaszögi táborukban. Önálló társadalmi szervezetként 1930 októberétől működött.

## Sarló és kalapács
A sarló és kalapács kettőse a kommunista mozgalmakban a parasztság (sarló) és a munkásosztály (kalapács) szövetségének szimbóluma volt. Ebből eredt a Szovjetunió zászlaján történő használata, amint ez föntebb is látható. 1993-ban a magyar országgyűlés a „szélsőséges eszméket magukénak valló államok, szervezetek, mozgalmak jelképei” között tételesen felsorolva önkényuralmi jelképnek minősítette, használatát betiltotta.
Sarló és Kalapács címen politikai és szépirodalmi folyóirat jelent meg Moszkvában.